# Ян Храмоста
Ян Храмоста (чеськ. Jan Chramosta, нар. 12 жовтня 1990, Прага) — чеський футболіст, нападник клубу «Яблонець».

## Клубна кар'єра
Народився 12 жовтня 1990 року в місті Прага. Вихованець футбольної школи клубу «Млада Болеслав». Дорослу футбольну кар'єру розпочав 2009 року в основній команді того ж клубу, в якому виступав до 2018 року (з перервою на чемпіонський сезон 2014/15, проведений в оренді у «Вікторії» (Пльзень)), взявши участь у 182 матчі чемпіонату. Більшість часу, проведеного у складі «Млада Болеслава», був основним гравцем атакувальної ланки команди і у 2011 та 2016 роках виграв Кубок Чехії.
До складу клубу «Яблонець» приєднався 2018 року. Станом на 23 вересня 2018 року відіграв за команду з Яблонця-над-Нісою 22 матчі в національному чемпіонаті.

## Виступи за збірні
2008 року дебютував у складі юнацької збірної Чехії, взяв участь у 8 іграх на юнацькому рівні, відзначившись 2 забитими голами.
2009 року з молодіжною збірною Чехії до 20 років був учасником молодіжного чемпіонату світу в Єгипті. На турнірі зіграв у двох матчах, а в матчі групового етапу проти Коста-Рики (3:2) зробив дубль, принісши перемогу своїй команді. Згодом зі збірною до 21 року зайняв 4 місце на молодіжному чемпіонаті Європи 2011 року у Данії, а в матчі групового етапу проти англійців (2:1) забив гол. Всього на молодіжному рівні зіграв у 14 офіційних матчах, забив 14 голів.

## Титули і досягнення
- Чемпіон Чехії: 2014–15
- Володар Кубка Чехії: 2010–11, 2015-16